# بيضاوي ديكارتي

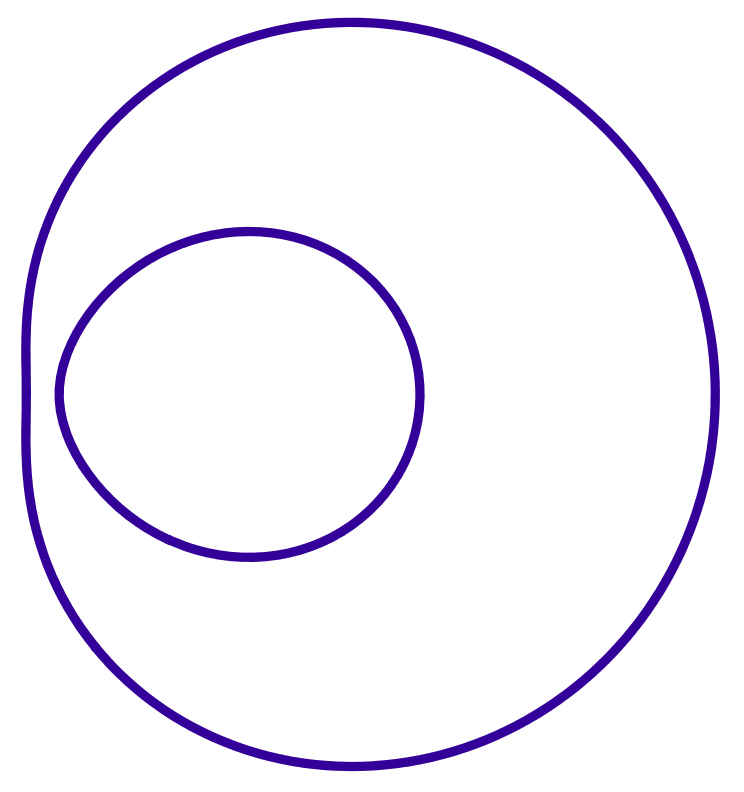
مثال على بيضاويات ديكارتية.

البيضاوي الديكارتي، نسبةً إلى رينيه ديكارت، وهو منحنى مستو ومجموعة النقاط في المستوى التي لها نفس التركيب الخطي (ويُعبّر عنه أيضاً بمجموعٍ موزونٍ) بالنسبة لنقطتين ثابتتين في المستوى.

## التعريف
لتكن {\displaystyle P,Q} نقطتين في المستوى. يرمز d(Q,S) وd(Q,S) إلى المسافات الإقليدية من هذه النقاط إلى نقطة متحركة {\displaystyle S}. لتكن {\displaystyle m} و{\displaystyle a} نقاطاً حقيقية اختيارية. إنَّ البيضاوي الديكارتي هو المحل الهندسي لجميع النقاط {\displaystyle S} التي تحقق أنَّ d(P,S) + m d(Q,S) = a. بالإمكان فصل البيضاويين الناتجين إلى 4 معادلات: d(P,S) + m d(Q,S) = ± a وd(P,S) − m d(Q,S) = ± a وكلاهما يُصنفان على أنهما منحنى تربيعي.

## حالات خاصة
- الدائرة: تكون عند انعدام أحد الأوزان وتؤوُّلِه للصفر.[1]